# Refosco
La refosco es una antigua familia de uvas tintas nativa del entorno de Venecia y de las áreas vecinas del Friul, Gavi, Trentino, Istria y el Carso. Fuera de las regiones mencionadas, esta uva se encuentra en etapa de desarrollo en Chile a través del proyecto Bloque Herencia, de la bodega Santa Carolina. 
Se la considera autóctona en esas regiones. El nombre viene de la combinación de las palabras rasp y fosco, que en las lenguas venecianas o del Friul significa respectivamente "uva" y "oscura". Los vinos de esta familia de uvas pueden ser muy fuertes y taínicos, con un profundo color violeta y un ligero amargor.
En el paladar, hay un fuerte sabor a grosellas y a bayas silvestres y aromas a ciruela. El vino puede soportar un poco de crianza (dependiendo de la variedad de uva) y, tras un periodo de cuatro a diez años, consigue también una cualidad floral. El vino de refosco debe servirse a 16 °C, o, si es particularmente taínico, a los 18 °C. Acompaña bien a la charcutería, a la carne de caza y a las aves de corral a la plancha.

## Variedades

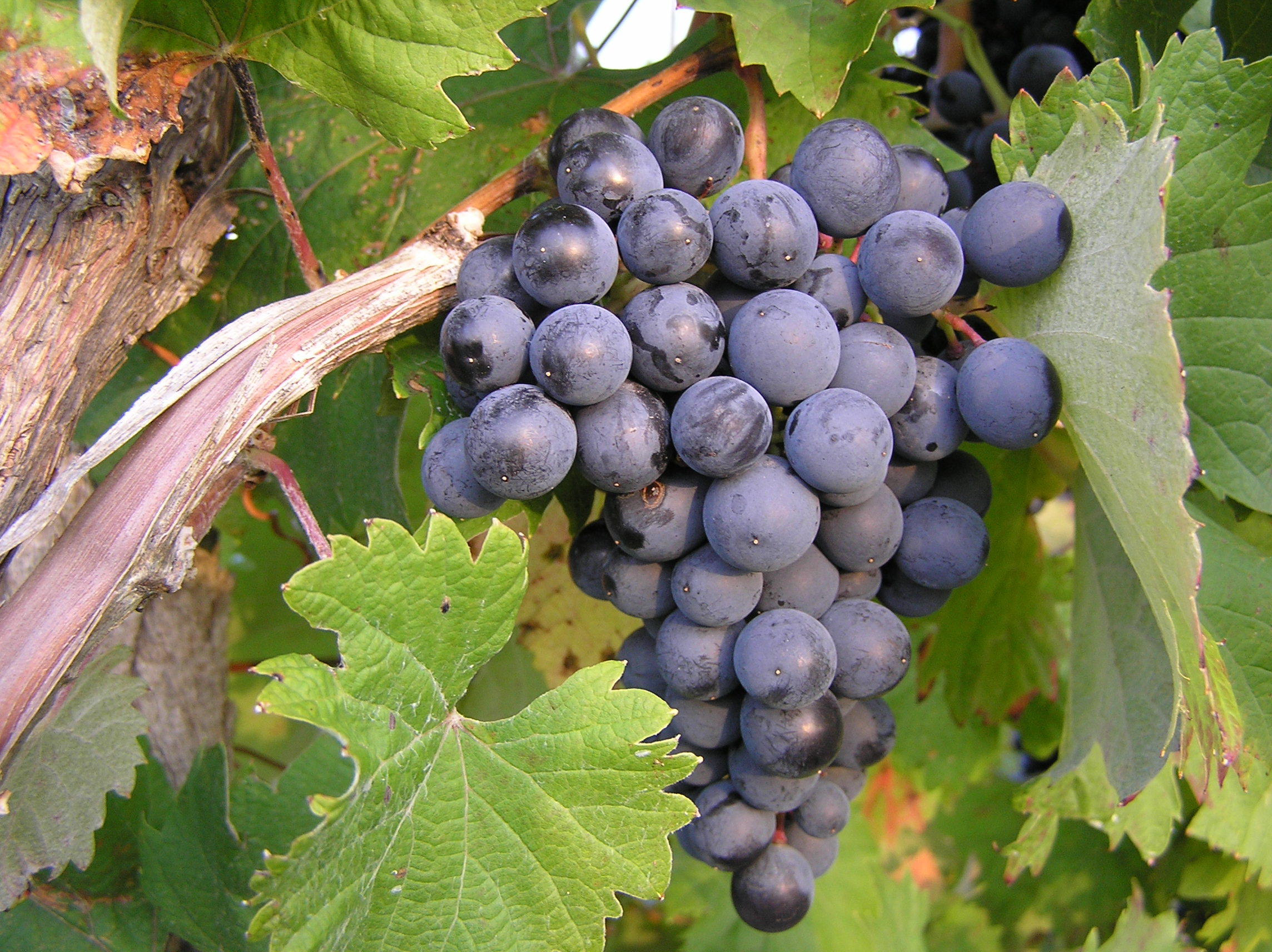
Racimo de uvas refosco en Eslovenia.

Hay varias variedades dentro de la familia refosco:
- Refosco dal peduncolo rosso: Es, probablemente, la refosco más reconocida internacionalmente. El racimo tiene el tallo rojo (pedúnculo). Para hacer al vino más accesible al paladar internacional, las versiones recientes se han guardado en roble nuevo y han sufrido fermentación en frío. Los ejemplares más conocidos de refosco provienen de la región Colli Orientali, en el Friul.[3]
- Refosco d'Istria (refosko istriano o refosco dal pedúnculo verde): Esta variedad crece en pas partes eslovenas y croatas de la península de Istria, y en el entorno de Trieste, en Italia, bajo el nombre de refošk o refosco d'Istria.[2] Este vino no mejora con una crianza prolongada.[2]
- Teran o terrano: Esta variedad de refosco y su vino son típicos de Carso y de la región eslovena del Carso, bajo los nombres de terrano carso y kraški teran respectivamente.[2][5][6] También crece en la Istria croata en un suelo rojizo similar, con el sinónimo istarki teran. Se cree que la teran es otra variedad de refosco que crece en la variedad de Terra Rossa[7] aunque otros creen que es una variedad diferente.[2][8]
- Refosco di Faedis: Una variedad cultivada en Faedis, Torreano di Cividale, Povoletto, Attimis y Nimis, en la región noreste de la provincia de Udine. Es muy rara y se produce en pequeñas cantidades. Se cree que es el padre de todas las uvas refosco de la región porque tiene muchas características todas las variedades de refosco (incluyendo los altos niveles de ácidos y de hierro típico de la teran).[9]
- Refosco di Rauscedo.[10]
- Refosco nostrano.[11]
- Refoscone:[12] Algunos afirman que es la refosco di Fadeis.[13]
- Refosco di Guarnieri: Otro nombre para la uva del Véneto trevisana nera.[14]

## Origen e historia
La familia refosco tiene una larga historia, pero los detalles de esa historia no están claros. Los análisis de ADN de la refosco dal pedúnculo rosso han revelado un parentesco con la marzemino, otra variedad antigua del norte de Italia.
Algunas autoridades han sugerido en el pasado que la mondeuse noire, que se encuentra sobre todo en Saboya, era idéntica a la refosco dal pedúnculo rosso debido a la similitud de ambos vinos. Los análisis de ADN han demostrado que no son iguales, y que las dos variedades no están relacionadas.
Algunos enólogos creen que los vinos de refosco son el antiguo puccinum romano. Las uvas eran muy conocidas en la antigüedad y el escritor romano Plinio el Viejo ensalzó por su calidad al vino puccinum en el siglo I. En su obra Naturalis Historia dice que el puccinum se hacía de uvas que crecían en el norte del mar Adriático, cerca del Timavo, un río del Carso.

Esta es la región de Carni, que se une con la de Japides: el río Timavus, y el castillo Pucinum, famoso por su buen vino.
Plinio el Viejo. Naturalis Historia. "Capítulo XVIII: Venecia, la décima región".

La puccinum era conocida por sus propiedades médicas y se cree que era la favorita de la esposa de Augusto, Livia, que vivó 82 años.
También hay una teoría en contra que estipula que el puccinum podría ser un vino dulce blanco prosecco. Esta teoría la sostiene el profesor italiano Gianni Dalmasso que afirma que a Livia no le hubiera gustado el sabor amargo del vino de refosco y que el único vino que le podría haber gustado es una variedad dulce de prosecco que crece en la región de Trieste. 
También hay un comentario en el mapa medieval de Gregorio Amaseo (1464-1541) que dice "Prosecho ol:Pucinum, hinc vina a Plinio | tantopere laudata" (Prosecho, llamado anteriormente pucinum. De aquí viene el vino tan alabado por Plinio).
A Giacomo Cassanova le gustaba el vino de refosco, tal y como describe en su autobiografía:

Su refosco, que era mejor incluso que mi devota anfitriona, me hizo olvidar todos mis problemas.
Giacomo Casanova. Historia de mi vida. Volumen 1, capítulo 8.

Se cree una de las razones por las que los Habsburgo construyeron la línea de tren Parenzana desde Trieste a Poreč fue porque les gustaban los vinos de la región (refosco, malvasia y teran). Por esto, esta línea es también llamada la línea de los viñedos.